# Garry McCoy
Garry McCoy (ur. 18 kwietnia 1972 w Sydney) – australijski motocyklista. Jego przydomek brzmi "The Slide King", co związane było z jego agresywną jazdą z uślizgami.

## Kariera

### 125 cm³
W Motocyklowych Mistrzostwach Świata Garry po raz pierwszy pojawił się w roku 1992, w najniższej kategorii 125 cm³. W latach 1993-1994 Australijczyk dwukrotnie doznał kontuzji, które pozbawiły go szans na dobry wynik. Pierwsze sukcesy zaczął osiągać w sezonie 1995, kiedy to zwyciężył podczas GP Malezji. W kolejnym roku startów powtórzył sukces w kończącym zmagania GP Australii. Najlepiej spisał się jednak w roku 1997 roku, kiedy to zmagania zakończył na 7. miejscu. W trakcie kariery w najniższej klasie siedmiokrotnie stawał na podium, raz przy tym startując z pole position.

### 500 cm³/MotoGP
W sezonie 1998 Garry awansował do najwyższej kategorii 500 cm³, w której ścigał się w barwach ekipy Shell Advance Honda. W ciągu dziewięciu wyścigów McCoy sześciokrotnie sięgał po punkty. Najwyżej sklasyfikowany był w GP Malezji, gdzie zajął dziesiąte miejsce. Podczas GP Niemiec doznał kontuzji kostki, w wyniku której opuścił trzy kolejne wyścigi. Powrócił na rundę w Australii, jednakże zmagań nie ukończył. Odnowiony uraz zmusił go do opuszczenia ostatniej eliminacji, rozegranej w Argentynie. Zdobyte punkty sklasyfikowały go na 19. miejscu.
W roku 1999 Australijczyk w wyniku kłopotów finansowych był zmuszony zawiesić swą karierę i rozpocząć pracę w stolarstwie. W połowie sezonu dostał jednak szansę startów w zespole Red Bull Yamaha WCM, począwszy od GP Holandii, w zastępstwie Nowozelandczyka Simona Craafara. Australijczyk wykorzystał ją, prezentując dobre osiągi. Podczas zmagań na torze w Walencji Garry po raz pierwszy w karierze stanął na podium, zajmując trzecią pozycję. W klasyfikacji generalnej zajął 14. pozycję.
Sezon 2000 był najlepszy w karierze McCoya. Rozpoczął go od zwycięstwa w inauguracyjnym GP RPA. Był tym samym pierwszym liderem klasyfikacji generalnej. Prowadzenie w mistrzostwach utracił po GP Japonii, w którym zajął dopiero dziewiąte miejsce. Środkowa część sezonu nie była najlepsza dla Garry’ego, który dojeżdżał w drugiej dziesiątce. Zwyżka formy nastąpiła pod koniec rywalizacji, kiedy to w sześciu ostatnich wyścigach czterokrotnie meldował się na podium, osiągając przy tym dwa zwycięstwa (GP Portugalii i GP Walencji). W Portugalii McCoy uzyskał jedyne w swej karierze pole position. Uzyskane punkty sklasyfikowały go na 5. lokacie, ze stratą zaledwie dziewięciu punktów do trzeciego Włocha Maxa Biaggi. Warto dodać, iż był jedynym zawodnikiem z czołówki, który korzystał z francuskich opon Michelin. Styl jazdy Australijczyka, który preferował nadsterowny motocykl, świetnie zgrał się z budową ogumienia. Inna sytuacja miała miejsce u drugiego zawodnika Red Bull Yamaha WCM, Francuza Régisa Laconi, który miał problemy z prowadzeniem motocykla.
Rok 2001 również zapowiadał się dobrze dla Garry’ego. W pierwszym wyścigu (o GP Japonii) McCoy zajął drugą pozycję, do ostatnich metrów walcząc z późniejszym mistrzem świata Valentino Rossim. Sezon został jednak zaprzepaszczony wypadkiem podczas treningów przed GP Francji, w którym Australijczyk doznał złamania nadgarstka. Uraz wykluczył go łącznie z pięciu wyścigów. Do rywalizacji powrócił podczas GP Wielkiej Brytanii, w którym zajął przyzwoite jedenaste miejsce. Na podium udało mu się stanąć dwukrotnie. Podczas zmagań na torze w Czechach i Malezji znalazł się na trzeciej pozycji. Zdobyte punkty pozwoliły mu zająć w klasyfikacji 12. lokatę, wyżej od zespołowego partnera Noriyuki Hagi.
Sezon 2002 był ostatnim dla McCoya we współpracy z ekipą Red Bull Yamahy. Australijczyk wziął udział w dwunastu wyścigach, w trakcie których ośmiokrotnie dojeżdżał na punktowanych pozycjach. Najwyżej znalazł się podczas zmagań w Niemczech, gdzie był dziewiąty. Ostatecznie rywalizację ukończył na 19. miejscu, razem z byłym partnerem Laconim.
W 2003 roku Garry podpisał kontrakt z debiutującą w mistrzostwach fabryczną ekipą Kawasaki. Był to najgorszy sezon w karierze McCoya, który w zaledwie trzech wyścigach zdobył punkty. Najwyższą pozycję uzyskał we Francji, gdzie dojechał na dziewiątym lokacie. Jedynym pozytywnym faktem była lepsza postawa od partnerów zespołowych - rodaka Andrew Pitta oraz Niemca Alexa Hoffmanna. W klasyfikacji generalnej zajął 22. pozycję. Po tym sezonie zakończył starty w wyścigach Grand Prix.
W sezonie 2004 wystartował w ostatnich trzech rundach. Dosiadając motocykl Aprilii, dwukrotnie dojechał do mety, osiągając niepunktowaną szesnastą lokatę.
W roku 2006 McCoy rozpoczął pracę nad motocyklem 800 cm³ zespołu Ilmor, z którym miał zamiar powrócić do mistrzostw na sezon 2007. Ostatecznie kontrakt nie doszedł do skutku i potencjalne miejsce Garry’ego zajęli jego rodak Andrew Pitt oraz Brytyjczyk Jeremy McWilliams.
Kolejna próba powrotu do serii przez Australijczyka miał miejsce w sezonie 2010 roku. McCoy podpisał dwuletnią umowę z zespołem FB Corse i nawet testował ich motocykl. Problemy z uzyskaniem przez ekipę trzycylindrowego konkurencyjnego silnika, doprowadziły jednak do zerwania kontraktu za obopólną zgodą, co 7 czerwca potwierdził Australijczyk.

### WSBK
W sezonie 2004 McCoy przeniósł się do mistrzostw World Superbike. Australijczyk podpisał kontrakt z ekipą NCR Ducati. Debiut w serii był udany dla Gerry’ego, który w większości wyścigów meldował się w czołowej ósemce. W trakcie zmagań trzykrotnie znalazł się na podium, osiągając przy tym jedno zwycięstwo, na australijskim torze Phillip Island (uzyskał tam również najszybsze okrążenie). Zmagania zakończył na 6. pozycji, dorobkiem niecałych dwustu punktów.
W kolejnym roku startów reprezentował ekipę Carla Fogarty – Foggy Petronas Racing. Sezon okazał się jednak kompletnie nieudany dla Australijczyka, który nie ukończył większości wyścigów, zaledwie cztery razy zdobywając punkty (najlepiej spisał się podczas pierwszego wyścigu w Niemczech, w którym zajął jedenastą lokatę). Ostatecznie rywalizację zakończył przedwcześnie, opuszczając rundę na torze Magny-Cours. Zdobyte punkty sklasyfikowały go na 22. miejscu. Po tym sezonie McCoy zakończył starty w mistrzostwach, rozpoczynając karierę w Supercrossie. Po zaledwie jednym roku zrezygnował jednak ze startów.

### WSS
W roku 2008 Garry powrócił do wyścigów szosowych, rozpoczynając współpracę z ekipą Triumph. Debiut w serii nie był udany dla McCoya, który ukończył dwa wyścigi (w wyścigu w Australii i Portugalii zajął odpowiednio szóste i trzynaste miejsce). Sezon stał również pod znakiem kontuzji Australijczyka, który nie wziął udziału łącznie w pięciu rundach. Zdobyte punkty pozwoliły mu zająć 26. pozycję w końcowej klasyfikacji.
Sezon 2009 był bardziej udany dla Garry’ego, który tylko w trzech wyścigach nie dojechał do mety. W pozostałych sięgał po punkty, dwukrotnie przy tym osiągając trzecie miejsce (w GP Wielkiej Brytanii i Portugalii). Z prawie stupunktowym dorobkiem McCoy rywalizację ukończył na 8. lokacie. Pomimo wcześniejszych zapewnień o udziale Australijczyka w mistrzostwach również w 2010 roku, Garry po konflikcie z zespołem opuścił mistrzostwa.